# Монастир Чину святого Василія Великого (Литвинів)
Монастир Чину святого Василія Великого в Литвинові — втрачений монастир отців Василіян Української греко-католицької церкви в селі Литвинові Підгаєцької громади Тернопільського району Тернопільської области.

## Історія
У 1476 році збудовано василіянський монастир. Інша згадка про заснування святині зазначена в ґродських актах і датована XIV ст.
1586 року монастир спалили татари. Під час пожежі була втрачена фундаційна грамота видана того ж року.
1700 року святиня передана греко-католицькій церкві, а в 1743 — інкорпорована в Чин Святого Василія Великого. Її відбудували, але коли 1773 року при ревізії монастирів литвинівський ігумен о. Шавинський не зміг показати фундаційної грамоти, наступного року австрійська влада монастир закрила. Майно, зокрема ікону Святого Онуфрія, прославлену чудами, о. Шавинський перевіз до польського костелу отців Реформаторів.
У кінці XVIII ст. монастир розібрано за наказом власника села Фридерика Мушинського, а з його каменю споруджено двірські палати. Давні документи зафіксували біля руїн монастиря пам'ятник, на якому, згідно з легендою, був напис: «Тут спочиває Анна Донна Потоцька, що, йдучи до гробу, сама собі похоронну пісню співала. Воліла дати себе живою поховати, ніж вийти заміж за нелюбого, невіруючого в Бога, пана». Залишилися руїни однієї стіни колишнього монастиря.
На території монастиря розташовувався дерев'яний храм, який спалили, а згодом відновили.

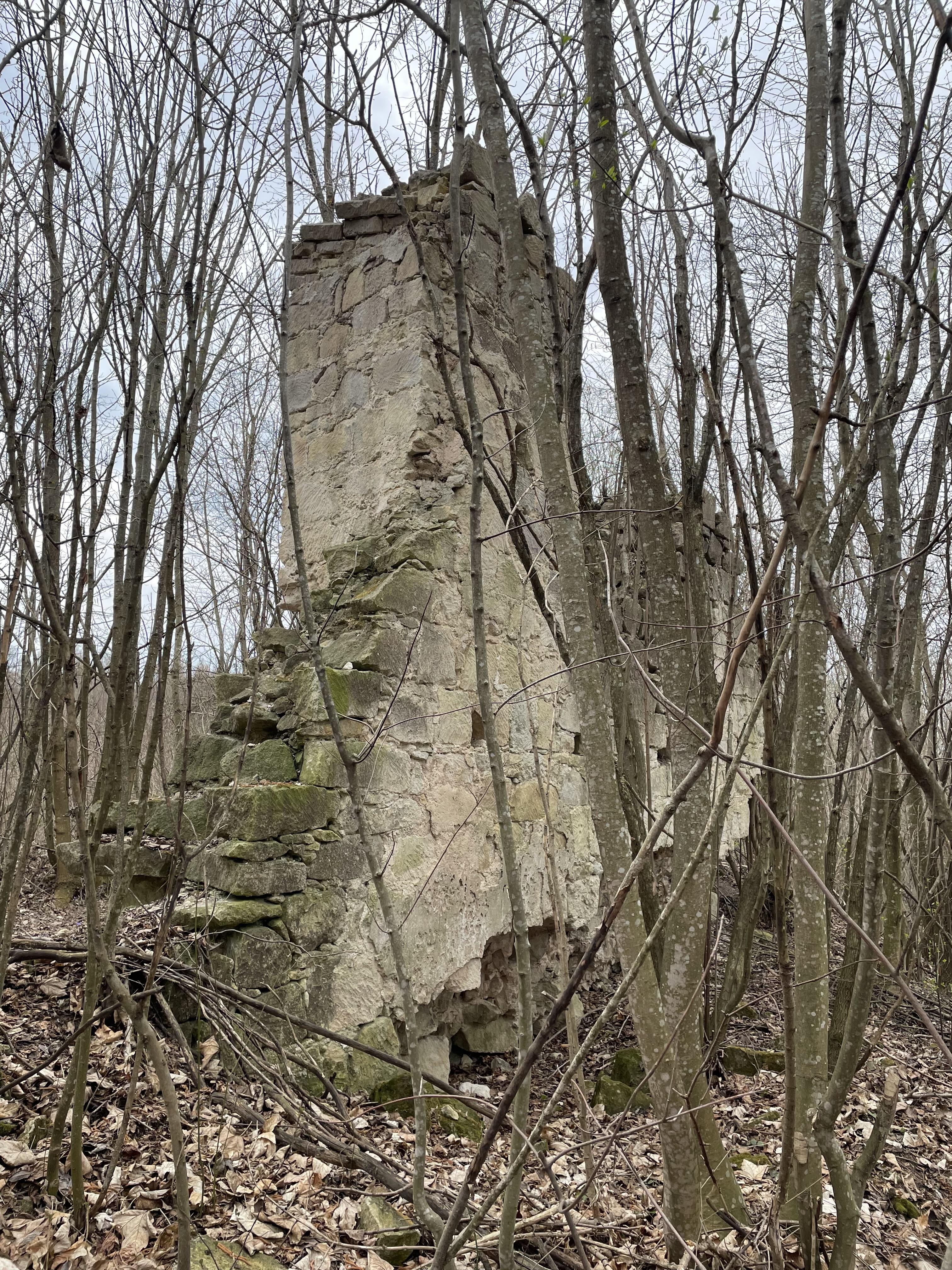

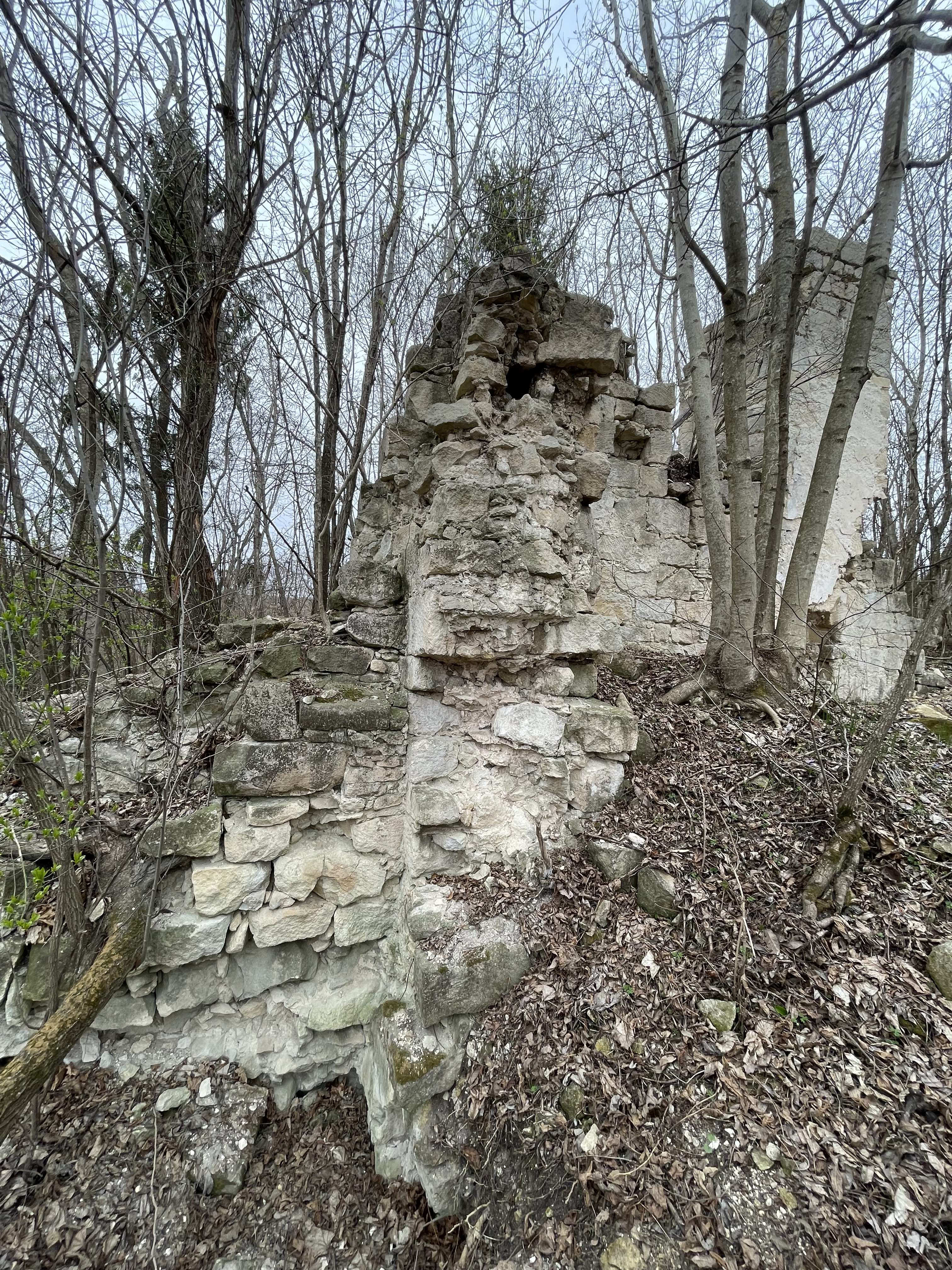